# Apparecchio alla morte

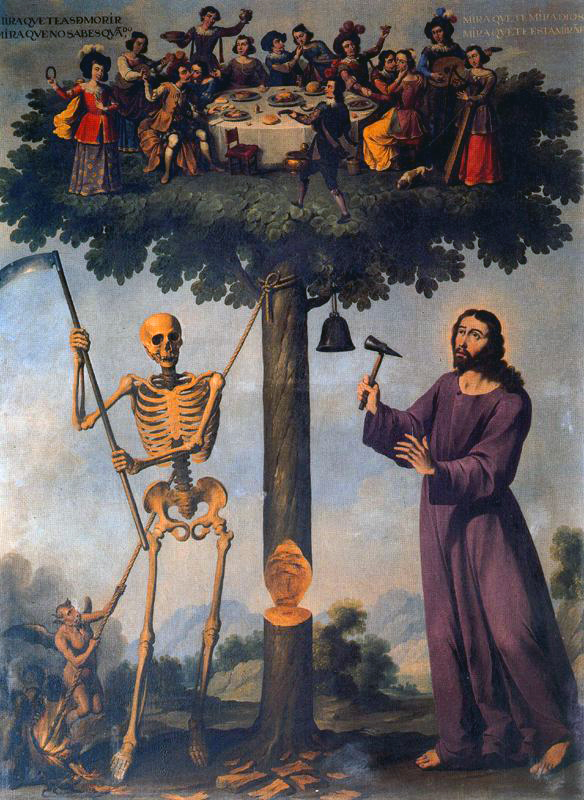
Ignacio de Ries, Albero della vita (1653), Cattedrale di Segovia.

Apparecchio alla morte è un'opera ascetica e classica di spiritualità cristiana scritta da sant' Alfonso Maria de' Liguori, dottore della Chiesa, nel 1758. Il libro può essere considerato uno sviluppo delle Massime Eterne, scritto precedentemente dallo stesso autore.

## Scopo e caratteristiche generali
Il testo consiste in 36 considerazioni, redatte nello stile scorrevole di Sant' Alfonso Maria de' Liguori, per accompagnare la vita presente alla preparazione all'esito finale come l'autore stesso dice nel suo "Scopo dell'opera":
«In tale prospettiva, ho provveduto di raccogliere da molti autori i sentimenti più vivi che mi sono parsi a maggiormente adatti a scuotere l'animo. E nell'opera ne ho inseriti parecchi, affinché il lettore possa scegliere quelli che gli sono più graditi e svilupparli poi a suo piacimento. Tutto a gloria di Dio».
L'autore sottolinea il tema centrale della predicazione dei quattro novissimi con la meta di istruire i fedeli all'abbandono del peccato e che è necessario la pratica costante della preghiera come mezzo efficace per «ottenere la salvezza eterna».
Scrive Sant'Alfonso: Se osservata dal punto di vista della nostra sensibilità, la morte incute spavento e si fa temere. Ma dal punto di vista della fede, porta consolazione e si fa desiderare.

E ancora: Essa appare tremenda per i peccatori, ma si dimostra amabile e preziosa per i Santi...

Ponendoci di fronte ad una realtà scomoda, Sant'Alfonso ci indica, fin dalle prime pagine, la preparazione adeguata durante il tempo della vita attraverso le Riflessioni, dividendole ciascuna in tre punti, allo scopo di renderle utili ai laici per meditare, (...) ai sacerdoti per predicare. Ad ogni punto ha aggiunto i Sentimenti e le Preghiere.

Riflettere e pregare sulla morte oggi per prepararsi a morire bene domani: questo è l'invito pressante di queste pagine di fronte alle quali non si può rimanere insensibili.»
( Alfonso Maria de'Liguori, Apparecchio alla morte ovvero Considerazioni sulle verità eterne, Gribaudi, 1995,  Retro copertina, ISBN 88-7152-395-4.)

## Commenti e usi di vari personaggi dell'Apparecchio alla morte
Il libro è utile «a tutti per meditare ed i sacerdoti per predicare».
- Papa Pio IX, con la testimonianza del Cardinale Pietro Respighi quando era alunno al seminario, diceva: «Ricominciate a leggerlo»; ai giovani seminaristi che conoscevano il libro a mente, e il rettore lo aveva fatto notare al pontefice il quale rispose insistendo: «Lo rileggano, lo rileggano ancora, perché saperlo anche a memoria c'è sempre frutto da riceverne»[6].
- Fu prezioso a Santa Gemma Galgani e le rendeva sollievo. «Nel periodo di aridità poi, che fu l'ultimo della sua vita, leggeva con sommo trasporto un voluminetto dei libri santi contenente i Salmi e il Vangelo, e l'Apparecchio alla morte di s. Alfonso M. de Liguori»[6].
- A San Giovanni Bosco fu prezioso e lo diffuse affinché fosse utile «ad un numero maggiore di anime fece trasportare a piè di pagina le citazioni latine, introducendo nel testo la versione relativa»[7][8].
- Il giudizio di Giovanni Papini (1881 – 1956), poeta, narratore e saggista italiano nel Dizionario dell'omo selvatico: «Alfonso oltre che predicare ed apostolo fu teologo e mistico. Il suo stile pur risentendo dei fatti del tempo, ha la grazia persuasiva e commovente di s. Francesco di Sales, mentre talvolta nelle discrizioni della morte assurge alla potenza di Jacopone»[6].
- Daniel O'Connell (politico, avvocato, cattolico irlandese) portava il libro con sé e il p. Gioacchino Ventura fece un elogio nell'eseguire l'esequie: «Era anche molto dedito alla orazione mentale. L'esemplare dell'opera Apparecchio alla morte ... tutto logoro e ripieno di segni e note di suo pugno ad ogni pagina, ne è una prova senza replica»[9].
- Il Santo Vescovo Antonio Maria Gianelli diede grande valore all'opera di Sant' Alfonso e, sotto lo sguardo degli illuministi, nel gennaio del 1845 impose con una Pastorale nelle parrocchie delle meditazioni quotidiane, fatte alla sera, dopo la corona del santo rosario alla Madonna che un prete facesse la lettura di una considerazione dell'Apparecchio alla morte, ed egli stesso nel Duomo di Bobbio praticava l'esercizio da lui istituito[9].
- Il canonico Enrico Hennequin  scriveva a Sant' Alfonso il 20 febbraio 1776: « Subito che il tempo me lo permetterà, spero di mettere le mie mani ad un'opera di V.S. III.ma non meno importante [delle Visite al S.S. Sacramento], anzi più necessaria della prima, quale è l'Apparecchio alla morte, ossia Massime Eterne, libro veramente divino e necessario in questi tempi calamitosi, ove pare che non ci si crede più a niente»[10].

## Indice dell'opera

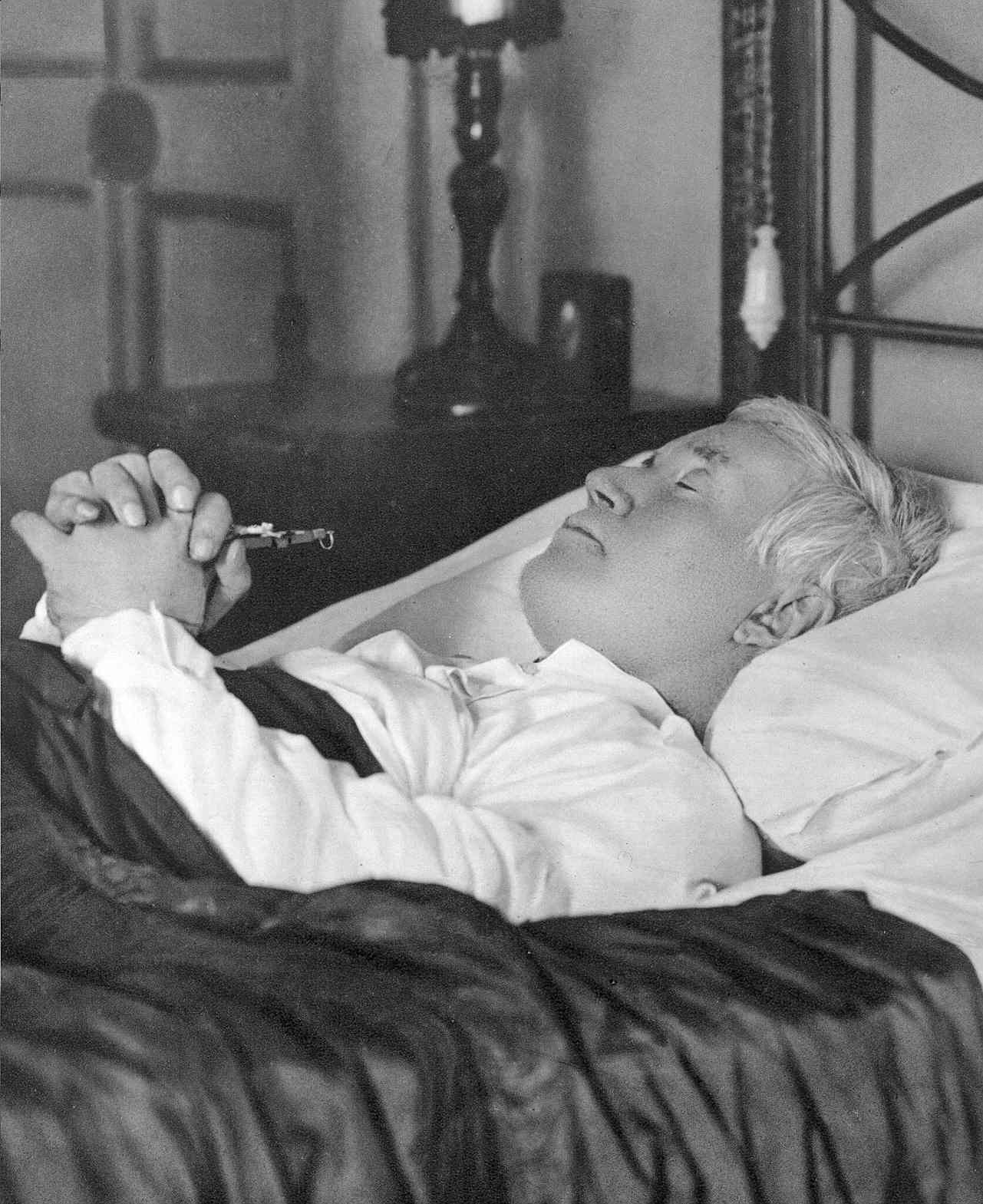
Papa Pio X sul letto di morte all'alba del 20 agosto 1914.